# Поглед с брда
„Поглед с брда” (енгл. A View from a Hill) је прича о духовима британског писца М. Р. Џејмса, први пут објављена 1925. године у часопису London Mercury, а потом исте године у збирци прича Опомена за радознале и друге приче о духовима.
Приповетка се на српском језику први пут појавила 2015. у оквиру збирке прича Зазвижди и ја ћу ти доћи издавачке куће Орфелин, у преводу Дејана Огњановића.

## Радња
Академик Феншо посећује свог пријатеља, племића Хенрија Ричардса, у југозападној Енглеској током летњег одмора. Прве вечери одлучују да се попну на брдо одакле могу да виде околину. Феншо, који нема двоглед, позајмљује један тежак, старомодан од Ричардса, из кутије која се тешко отвара. Након што се благо посекао покушавајући да је отвори, њих двојица крећу на пут. Ричардс показује локалитет назван „Бакстерова римска вила” и објашњава да је Бакстер, непопуларан часовничар и аматерски археолог, направио поменути двоглед и открио разне артефакте које је Ричардс касније набавио.
На врху брда, Ричардс тражи од Феншоа да кроз двоглед посматра опатију Фулнакер. Међутим, Феншо инсистира да торањ који види делује импресивно, што Ричардс оспорава, тврдећи да гледа у цркву у Олдборну. Кроз двоглед, Феншо такође примећује узнемирујућу сцену на брду: вешала и гомилу људи око њих, за које га Ричардс уверава да нису тамо. Када погледа без двогледа, види само дрвеће. Заинтригиран, Феншо одлучује да сутрадан истражи цркву у Олдборну и Брдо вешала.
Те ноћи, Феншо има кошмар у коме види камен с упозорењем које је оставио Ричардсов стари батлер, Патен, и руку која излази из земље. Наредног јутра, Феншо прегледа археолошке часописе са Бакстеровим радовима и налази његов тон арогантним и омаловажавајућим. У једном часопису види Бакстерову скицу торња опатијске цркве, који изгледа баш као онај који је видео кроз двоглед, иако такав торањ више не постоји.
Поподне, Феншо креће бициклом да истражи Олдборн и Брдо вешала. На Ричардсов предлог, посећује и цркву Лемсфилд ради витража. Тамо покушава да употреби двоглед како би прочитао натписе на прозорима, али схвата да не функционише унутар просторије. Када стигне у Олдборн, примећује да торањ изгледа сасвим другачије него што га је видео претходног дана. На Брду вешала открива густу шуму, без вешала. Осећа да га неко посматра и има утисак да су невидљиве фигуре око њега, па бежи након што је пронашао три камена, избегавајући да прође између њих.
Када се врати код Ричардса, Патен му открива узнемирујуће приче о Бакстеру, који се одувек понашао сумњиво и избегавао религијске обреде. Свештеник који га је посетио одбио је да говори о том сусрету, наговештавајући нешто злослутно. Бакстер је проводио ноћи на Брду вешала, а након бизарног инцидента у којем је задобио опекотине понашао се као да га неко невидљив контролише. Касније је пронађен мртав између три камена на Брду вешала, са сломљеним вратом.
Следећег јутра, Феншо покушава да погледа кроз двоглед, али види само црнило. Исто се дешава и Ричардсу. Испуштају двоглед, који се разбија, из њега истиче течност непријатног мириса. Ричардс схвата да је Бакстер, како би омогућио гледање „кроз мртве очи”, вероватно искористио кости обешених људи да направи двоглед. Међутим, духови обешених су се осветили Бакстеру због оскрнављења њихових лешева. Ричардс закључује да двоглед треба сахранити, стављајући коначно тачку на Бакстерова недела.

## Адаптације
Ова приповетка је адаптирана као девето остварење у BBC-јевој серији Прича о духовима за Божић, а у главним улогама су се нашли Марк Летерен, Пип Торенс, Дејвид Берк и Сајмон Линел. Адаптација је премијерно приказана 25. децембра 2005. на каналу BBC Four. У овој адаптацији, Феншо и Ричардс нису пријатељи и међу њима постоји искључиво пословни однос. Феншо ради за музеј и послат је у Ричардсов дом да каталогизује збирку историјских артефаката коју је Ричардс наследио од оца; осиромашени Ричардс планира да прода колекцију. Због својих непријатних искустава, Феншо никада не заврши каталогизацију, а често га нападају невидљиви духови. У врхунцу филма, духови га вуку на Брдо вешала и обесе, али преживљава захваљујући Ричардсу и Патену, који стижу до њега на време.